# Джон Корільяно
Джон Корільяно (англ. John Corigliano, нар. 16 лютого 1938, Нью-Йорк, США) — американський композитор, музичний педагог. Він створив більше сотні музичних творів, що дало йому можливість отримати Пулітцерівську премію, п'ять премій Греммі, премію Гровемаєра та премію «Оскар». Він є відомим професором музики в коледжі Леман і центром аспірантури Міського університету Нью-Йорка та факультету композиції в Джульярдській школі.

## Біографія
Джон Корільяно народився в сім’ї Джона Корільяно-старшого, який був першим скрипалем та концертмейстером оркестру Нью-Йоркської філармонії, та піаністки Рози Бузен. Формальну освіту здобував у класі композиції композитора та оперного диригента Отто Люнінга в Колумбійському коледжі, який закінчив з відзнакою, і в Мангеттенській школі музики. Перш ніж стати визнаним композитором, він працював помічником Леонарда Бернштайна з організації концертів молодих талантів та організатором виступів таких музикантів, як Андре Ваттс.

## Твори
Більшу частину своїх творів Корільяно написав для симфонічного оркестру. Крім симфоній він компонував також менші твори для струнних квартетів та духових оркестрів, твори для кларнета, флейти, скрипки, гобоя та фортепіано. Він створює музику для кіно, також написав оперу «Привиди Версаля».
У 1964 році його соната для скрипки та фортепіано (1963) перемогла у конкурсі камерної музики на Фестивалі двох світів у Сполето, Італія. 1991 року він отримав премію Громаєра за симфонію № 1, натхненну боротьбою проти СНІДу. 2001 року Пулітцерівською премією була выдзначена його симфонія No2. 
Записи творів Корільяно випустили фірми Sony, RCA, BMG, Telarc, Erato, Ondine, New World, CRI, Naxos.

## Фільмографія
- 1980 — «Інші іпостасі» / (Altered States)
- 1985 — «Революція» / (Revolution)
- 1991 — «Привиди Версаля»[en] / (The Ghosts of Versailles)
- 1998 — «Червона скрипка» / (Red Violin)

## Нагороди
- 1999 Премія «Оскар» Академії кінематографічних мистецтв і наук (США):
  - за найкращу музику до фільму — «Червона скрипка»
- 1999 Премія «Геній»:
  - за найкращу оригінальну музику[pl] (Meilleure musique originale) — Джон Корільяно